# Бака (филм из 2015)
Бака (енгл. Grandma) амерички је филм из 2015. редитеља и сценаристе Пола Вајца са Лили Томлин у главној улози.

## Улоге
| Глумац           | Улога       |
| ---------------- | ----------- |
| Лили Томлин      | Ел Рид      |
| Џулија Гарнер    | Сејџ        |
| Марша Геј Харден | Џуди        |
| Џуди Грир        | Оливија     |
| Лаверн Кокс      | Дити        |
| Елизабет Пења    | Карла       |
| Џуди Гисон       | Франческа   |
| Нет Вулф         | Кам         |
| Џон Чо           | Чау         |
| Сем Елиот        | Карл        |
| Мо Абул-Зелоф    | Ијан        |
| Миси Доти        | Мама        |
| Сара Бернс       | протестерка |